# باول تومسون (عالم صينيات)
باول تومسون (بالإنجليزية: Paul Thompson)‏ هو عالم صينيات بريطاني، ولد في 10 فبراير 1931 في شينغتاي في الصين، وتوفي في 12 يونيو 2007 في لندن في المملكة المتحدة.